# Tattarisuo
Tattarisuo (suédois : Tattarmossen) est une section du quartier de Suurmetsä d'Helsinki, la capitale de la Finlande. Tattarisuo appartient aussi au district de Puistola.

## Description
Tattarisuo a une superficie est de 1,5 km2, sa population s'élève à 52 habitants(1.1.2010) et il offre 1 338 emplois (31.12.2008).

## Galerie

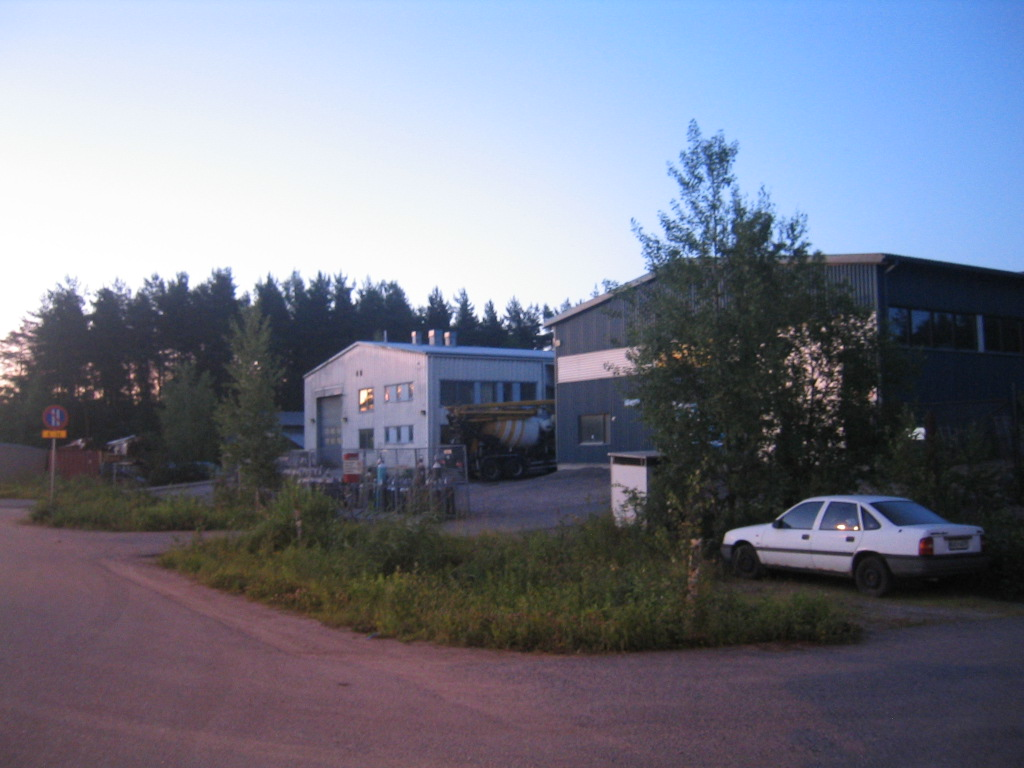
Paysage typique de Tattarisuo.
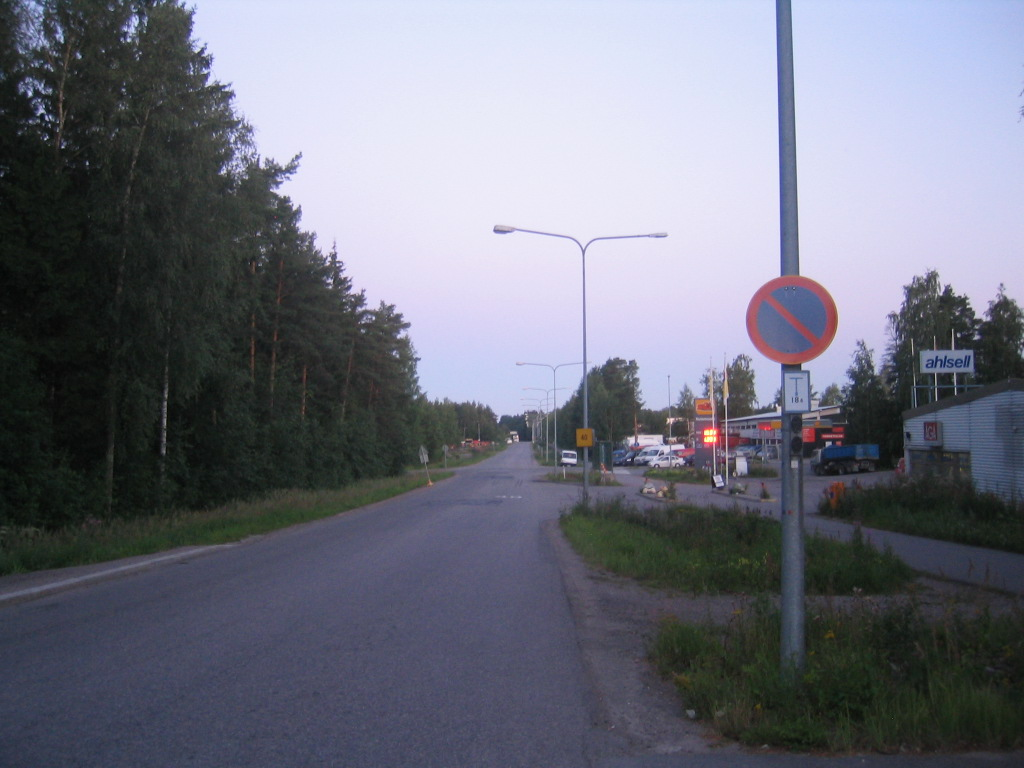
La rue Tattarisuontie.
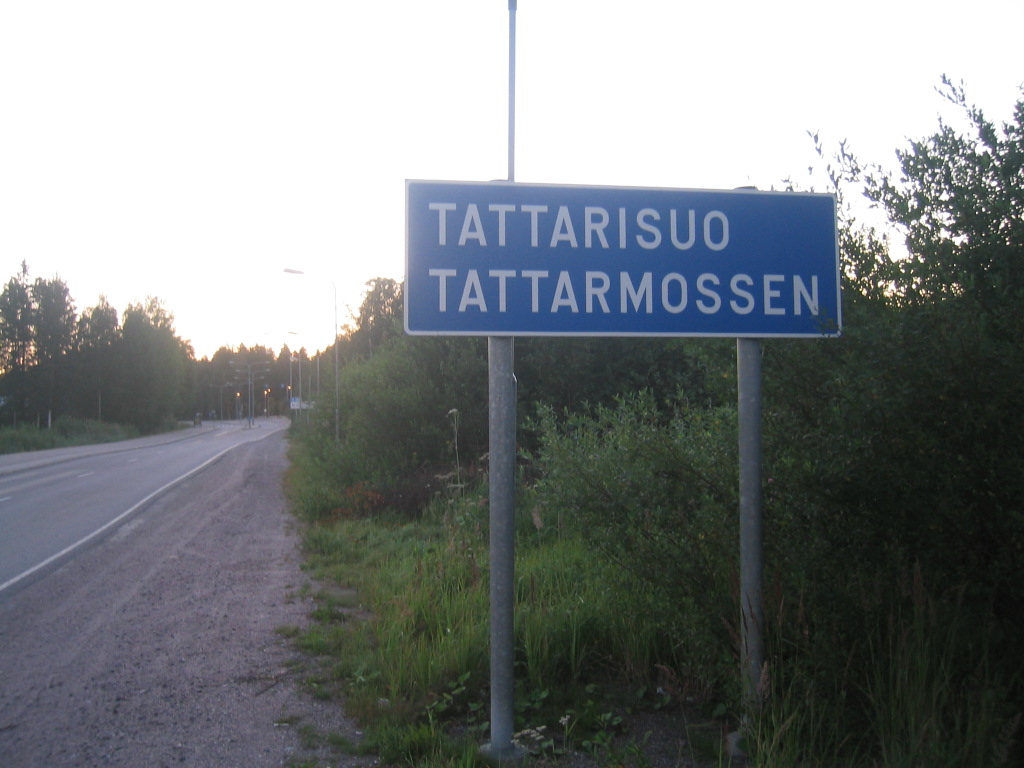
L'entrée sud de Tattarisuo.